# كتلة كمر
كتلة كمر هي قرية في مقاطعة هشترود، إيران. عدد سكان هذه القرية هو 106 في سنة 2006.